# Hello Little Girl
Hello Little Girl (englisch für: Hallo kleines Mädchen) ist ein Lied der britischen Band The Beatles, das 1995 auf ihrem Kompilationsalbum Anthology 1 veröffentlicht wurde. Komponiert wurde es von John Lennon und Paul McCartney und unter der Autorenangabe Lennon/McCartney veröffentlicht.

## Hintergrund

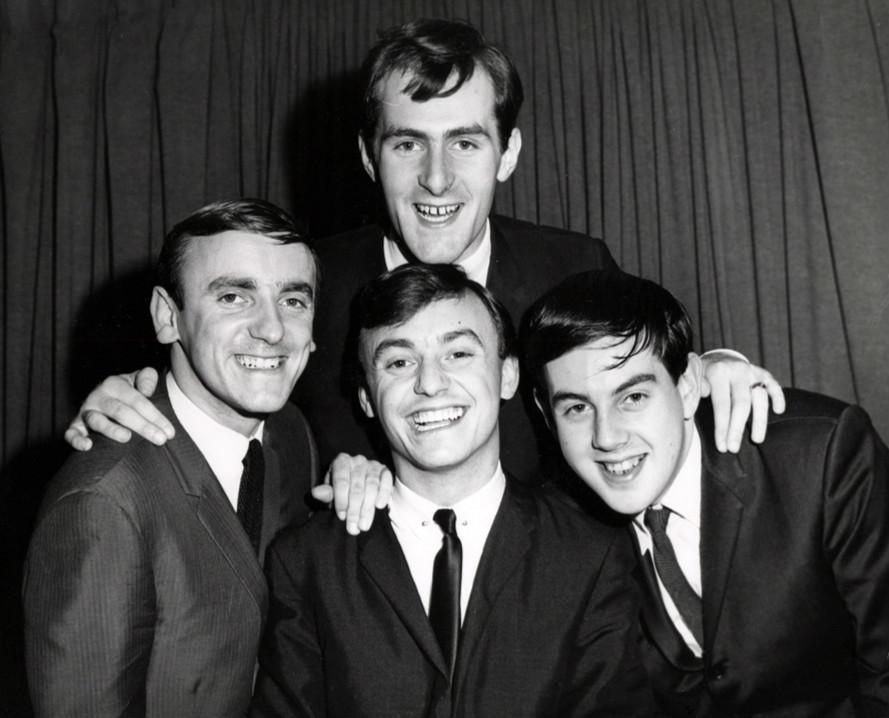
Gerry & the Pacemakers, 1964

Hello Little Girl wurde im Jahr 1957 komponiert und basiert hauptsächlich auf den musikalischen Ideen von John Lennon. Laut Lennon wurde das Lied von It’s De-Lovely von Cole Porter aus dem Jahr 1936 beeinflusst.
Hello Little Girl wurde von den Beatles nie für EMI aufgenommen, stattdessen boten sie das Lied Gerry & the Pacemakers an, die zwar am 17. Juli 1963 eine Probeaufnahme einspielten, sich aber dann doch für das Lied I Like It von Mitch Murray für ihre nächste Single entschieden. Die Gruppe The Fourmost, die mit den Beatles befreundet war, spielte am 3. Juli 1963 unter der Produktionsleitung von George Martin Hello Little Girl ein und veröffentlichte das Lied am 30. August als Single, die Platz neun in den britischen Charts erreichte.

## Aufnahme der Beatles
Erste Version:
Im Frühling 1960 nahmen die Beatles in der Besetzung John Lennon, Paul McCartney, George Harrison und Stuart Sutcliffe im Haus der Familie McCartney in der 20 Forthlin Road in Liverpool auf einem Tonbandgerät mehrere Musiktitel auf, unter anderen Hello Little Girl. Es sind die einzigen bekannten Aufnahmen von Sutcliffe. Diese Version von Hello Little Girl ist bisher nur als Bootleg veröffentlicht worden.
Zweite Version:
Der Manager der Beatles, Brian Epstein, konnte Mike Smith, einen Assistenten in der Abteilung A&R bei Decca Records, überzeugen, am 13. Dezember 1961 den Beatles-Auftritt im Cavern Club zu besuchen. Smith war davon so beeindruckt, dass er für den 1. Januar 1962 um 11 Uhr Probeaufnahmen ansetzte. Die Produktionsleitung der Decca Audition hatte Mike Smith in den Decca Studios, Broadhurst Gardens in London, inne, es gab pro Lied nur einen Take, aufgenommen wurde in Mono. Overdubs wurden nicht produziert und eine Abmischung fand nicht statt. Die Beatles spielten also quasi live – innerhalb einer Stunde nahmen sie 15 Lieder auf. Neben Hello Little Girl wurden noch die Lennon/McCartney-Kompositionen Like Dreamers Do und Love of the Loved eingespielt. Anfang Februar 1962 wurden die Beatles von Decca abgelehnt.
Besetzung:
- John Lennon: Rhythmusgitarre, Gesang
- Paul McCartney: Bass, Hintergrundgesang
- George Harrison: Leadgitarre
- Pete Best: Schlagzeug

## Veröffentlichung
Am 21. November 1995 wurde Hello Little Girl auf dem Kompilationsalbum Anthology 1 veröffentlicht.

## Weitere Coverversionen
- Apple Jam – Off The Beatle Track [4]
- Gerry & the Pacemakers – At Abbey Road 1963 To 1966 [5]
- The Beatnix – It's Four You [6]
- Bas Muys – Lennon & McCartney Songs (Never Issued) [7]